# Nesvík
Nesvík is een dorp dat behoort tot de gemeente Sunda kommuna in het noordoosten van het eiland Streymoy op de Faeröer. Nesvík heeft officieel slechts één inwoner. De postcode is FO 437. Nesvík is de thuisbasis van een conservatieve religieuze groepering die zichzelf Leguhusið í Nesvík noemt. De naam Nesvík is afgeleid van de Faeröerse woorden "kaap" en "baai" en betekent letterlijk Kaapbaai.